# Peter Clouth

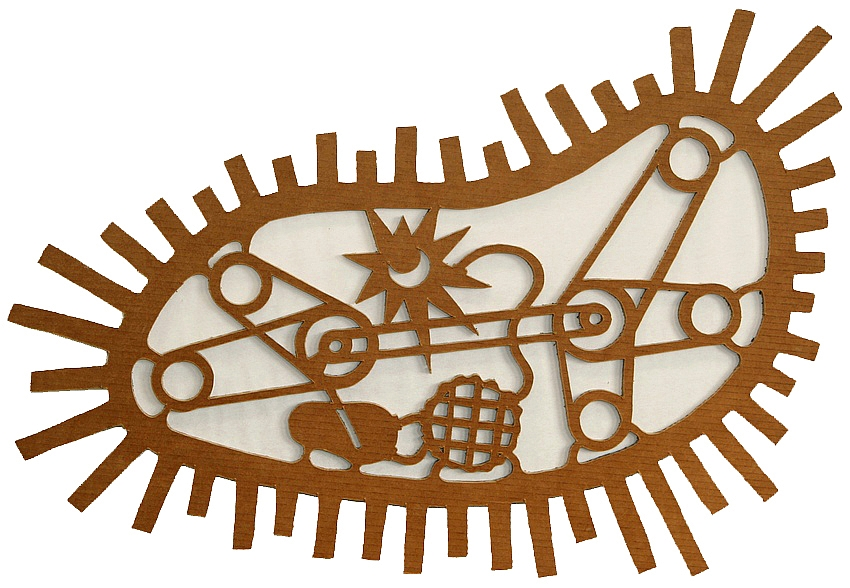
Pantoffeltierchen-Cyborg III
(49 × 51 × 15 cm) aus der Serie Biotecks, 2002

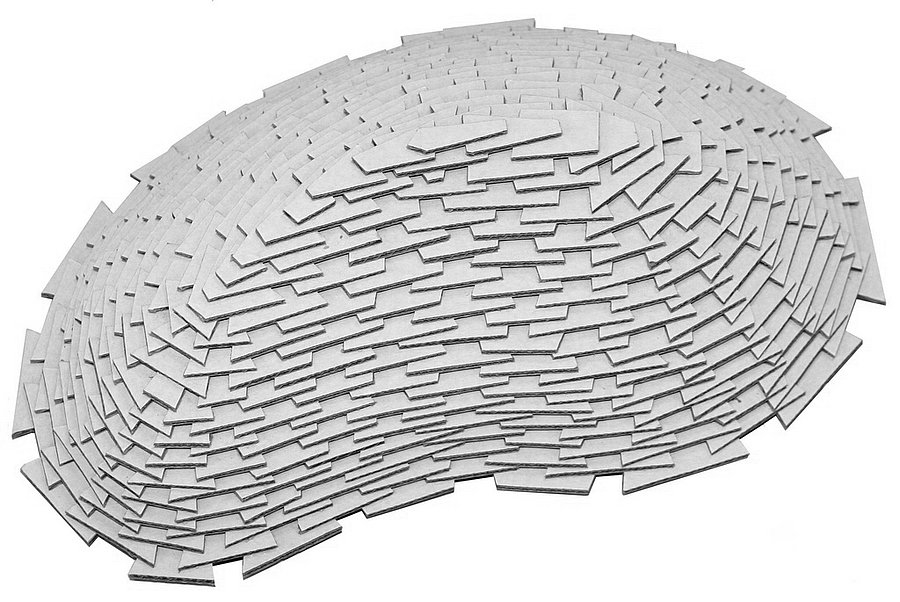
Lightling II (29 × 44 × 13 cm), 2005

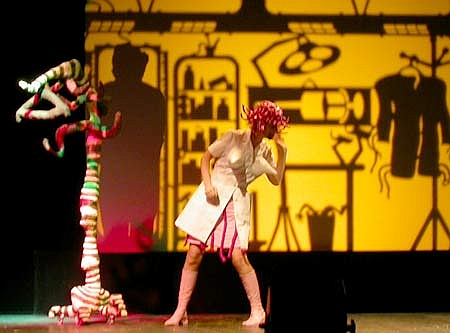
Szenenfoto aus dem Bühnencomic die sündenvergebmaschine, Düsseldorf 2002

Peter Clouth (* 1958 in Düsseldorf) ist ein deutscher Künstler. Der gelernte Kaufmann und Informationsdesigner lebt und arbeitet in Düsseldorf. Peter Clouth ist Mitglied der Produzentengalerie plan.d.

## Werk
Clouths thematischer Schwerpunkt liegt auf dem Verhältnis von Individuum, Gesellschaft und Technologie. In seinen Arbeiten experimentiert er mit unterschiedlichen Medien (Fotografie, Video) und Techniken (Assemblage, Grafik, Skulptur). Seit 2001 favorisiert er Karton als Arbeitsmaterial.

## Exemplarische Arbeiten
- Biotecks: Clouths „Mikroorganismen“, bestehend aus Wellpappe und Shojipapier, vereinen in sich den Zeichensatz der fordistischen Industriekultur (Zahnräder, Fließbänder, Antriebsriemen) und biologische Formen, ein Verweis auf den sich vollziehenden technologischen Paradigmenwechsel.
- Lightlinge: Diese Objekte basieren auf kleinen, individuell geschnittenen Pappteilen. Zusammengefügt ergeben sie ein formiertes Ganzes, eine Metaaussage über die Beziehung zwischen Individuum und Massengesellschaft.
- Bühnenbild: Für die Bühnencomics des deutsch-israelischen Künstlerduos half past selber schuld (Ilanit Magarshak-Riegg und Sir ladybug beetle) realisierte Peter Clouth Bühnenbildelemente (Schattenschablonen) für folgende Produktionen: die sündenvergebmaschine (2002), Die Tagebücher von Kommissar Zufall (2004) und Barfuss durch Hiroshima (2006).

## Einzelausstellungen (Auszug)
- 1993: Strandgut, Aidshilfe, Düsseldorf
- 2000: Fünf Raumschiffe – eine Erde, Galerie Interim, Düsseldorf
- 2001: pappsatt, produzentengalerie plan.d., Düsseldorf
- 2003: Biomasse, Galerie Weissraum, Kyoto/Japan
- 2003: PutzWahn, plan.d., Düsseldorf (mit Dunia Khalil)
- 2005: Lichobjekte, produzentengalerie plan.d, Düsseldorf
- 2005: Unterstrom, Bild + Wort, Berlin (mit Heinz Hachel)
- 2006: Fassaden, Clean-Sisters-Gallery, Osaka/Japan
- 2006: Neue Arbeiten, Galerie Weissraum, Kyoto/Japan
- 2006: bacillus subtilis ad locus amoenus, produzentengalerie plan.d., Düsseldorf

## Ausstellungsbeteiligungen (Auszug)
- 1994: Neues aus der Obskurei, Theaterhaus, Düsseldorf
- 1996: Kommando Bimberle, Galerie 33, Düsseldorf
- 1996: Aufbruchstation: Pool, Wellenbad, Düsseldorf
- 1997: Erweiterte Qualitätsschau – Abteilung Extra Klasse im NW-Museum, Düsseldorf
- 2001: Seitenwechsel, Galerie im Turm – Stollwerck, Köln
- 2001: Freie Wahlen, Staatliche Kunsthalle Baden-Baden
- 2003: EN-Kunst, Kluterhöhle, Ennepetal
- 2005: Collaboration, Stadtmuseum, Fujisawa
- 2005: getrennt laufen 2, Aula Carolina, Aachen
- 2006: Outdoor – das Videoprojekt, Ückerplatz, Düsseldorf
- 2006: papART, Wasserschloss Klaffenbach, Chemnitz
- 2006: Lent Me Your Ear, Kunstverein, Bad Salzdetfurth